# Энхалук
Энхалук или Энхэлук — река в России, протекает по Кабанскому району Бурятии. Впадает в озеро Байкал. Длина реки составляет 15 км.

## География
Река Энхалук берёт начало на высоте около 1100 м. Течёт в северо-западном направлении по сосново-лиственничному лесу, в среднем течении — по болоту. Впадает в Байкал северо-западнее села Новый Энхэлук на высоте 455,9 метра над уровнем моря.

## Данные государственного водного реестра
По данным государственного водного реестра России и геоинформационной системы водохозяйственного районирования территории РФ, подготовленной Федеральным агентством водных ресурсов:
- Бассейновый округ — Ангаро-Байкальский
- Речной бассейн — бассейны малых и средних притоков средней и северной части озера Байкал
- Водохозяйственный участок — бассейны рек средней части озера Байкал от северо-западной границы бассейна реки Баргузин до северной границы бассейна реки Селенга
- Код водного объекта — 16040000212116300006863